# Arytera multijuga
Arytera multijuga är en kinesträdsväxtart som beskrevs av H. Turner. Arytera multijuga ingår i släktet Arytera och familjen kinesträdsväxter. Inga underarter finns listade i Catalogue of Life.